# 麥潤培
麥潤培（英語：Chris Mak Yun-pui，1987年4月28日—），前任利安選區議員兼沙田區議會主席，註冊社工，香港民主黨前成員，畢業於馬鞍山崇真中學及香港專業進修學校。

## 簡介
麥潤培畢業後升讀嶺南大學副學士先修學位，及後升讀其副學士學位，休學後轉讀香港專業進修學校，之後一直擔任社工工作。

## 從政之路
麥潤培自幼已隨父親擔任民主派政黨前綫(現已併入民主黨)義工，後在2009年加入民主黨。獲時任民主黨副主席劉慧卿推薦，得以在馬鞍山利安邨進行地區工作，及後更成為利華樓、利興樓互委會委員，漸漸與居民建立關係。

### 2011年區議會選舉
2011年區議會選舉，麥潤培代表民主黨，於沙田區議會利安選區出選。當時的對手為原區議員，前公民力量成員蔡亞仲之助理，民建聯成員羅棣萱。結果，他得到2680票，以319票之差擊敗羅棣萱成功當選。
他的政績還有：邀請傳媒採訪馬鞍山的土沉香樹被非法斬走、聯同另外8名沙田區議員成立「關注沙田區巴士服務大聯盟」、成立青少年團體青靜動力等。

### 親身揭穿「反佔中」簽名做假
2014年7月20日，麥潤培公開他在《保和平保普選反暴力反佔中簽名大行動》中簽了10張表格，並圖文並茂，令該次運動公信力成疑，有關舉辦機構表明會在當時收集到的表格中，尋找9張假表格，但礙於「數量」太多，最終決定只從首日201,000張表格中減去9張表格了事。事實上，他並沒有以真實姓名簽署任何表格。同日，他單刀赴會挑戰「幫港出聲」發起人之一周融，並在Facebook發帖，突顯這簽名行動有很大的保安漏洞問題，懷疑這活動根本參加人數可以「愈谷愈大」。他認為此活動是一個不堪一擊，疑點重重的維穩運動。

### 退出民主黨
2015年香港區議會選舉，麥潤培由於未獲民主黨的推薦，與另外6名黨友一起退出民主黨，該6人包括他的3名助理及1位前女友。勝選後，麥潤培在蘋果日報的《壹錘定音》中，談及政黨老化問題，直言民主黨應該「換咗個主席佢啦！解決晒所有問題」，矛頭直指其伯樂劉慧卿。

### 2015年區議會選舉
麥潤培改以民主動力名義，於沙田區議會利安選區競逐連任。最後以3,938票對1,767票的大比數再次擊敗民建聯的羅棣萱，成功連任，得票為沙田區議會中最高。
麥潤培更於2015年12月，與沙田區議員容溟舟、衛慶祥合組政黨新退黨同盟。

### 2016年立法會選舉
7月16日，陳國強的提名票「主要對手」梁耀忠率先報名參選超級議席，陳在提名梁的議員當中，發現自己的「好兄弟」沙田新退黨同盟區議員麥潤培。麥潤培解釋，他答應提名給陳國強，條件之一為陳的提名內不得有任何建制派議員以及與方國珊友好的議員。其後他發現陳國強的提名內包括了屬方國珊陣營的張美雄議員，因而決定收回自己的提名。

### 與馮煒光 就建制陣營派錢給示威者罵戰
2016年12月13日，馮煒光與麥潤培於臉書發生罵戰，內容大致關於雙方陣營互罵對方派錢予示威者，期間一名網民於馮煒光臉書專頁上貼上兩條關於建制陣營派錢給示威者、並被記者揭發的新聞，不足5分鐘後，該網民發現其帳戶已不能再前往馮煒光的臉書專頁。

### 當選沙田區議會主席
2021年11月18日，沙田區議會召開特別大會，議程包括重選主席接替被政府取消議員資格的區議會主席獨立的李志宏。會中，民主黨耀安區議員冼卓嵐提名麥潤培成為新主席，由民主黨駿馬區議員周曉嵐及馬鞍山巿中心區議員鍾禮謙和議，麥潤培在沒有競爭下自動當選區議會主席一職。

### 新冠肺炎事件期間表現
由於2019冠狀病毒病香港疫情期間，香港政府未能確保市面口罩供應，不少區議員有見及此，代居民四出「撲」口罩，結果有區議員善舉未獲善報，其中麥潤培於2月1日在辦事處傍晚出售300盒口罩，引來千人排隊。逾20多人空手而回，遷怒予麥潤培及其團隊，將他們重重圍困在辦事處逾一小時，最終在其他街坊幫忙下，麥潤培等人才能離開辦事處。